# Alton (Illinois)
Alton è una città (city) degli Stati Uniti d'America, situata nella contea di Madison, nello Stato dell'Illinois, lungo le sponde del Mississippi.

## Monumenti e luoghi d'interesse
- Villa McPike, storica villa costruita nel 1869.
- È sepolto nell'Upper Alton Cemetery, il cimitero cittadino, Robert Wadlow.